# Стратегічна автономія
Стратегічна автономія — здатність держави відстоювати свої національні інтереси та проводити бажану зовнішню політику без значної залежності від інших держав.
У європейському контексті стратегічна автономія — це спроможність Європейського Союзу уникати надмірної залежності від США, захищати Європу та здійснювати воєнні дії в сусідніх регіонах з метою забезпечення політичної автономії, незалежної від зовнішньополітичного курсу США.

## Європейський Союз
Перші згадки про стратегічну автономію в обговореннях Ради міністрів ЄС датуються груднем 2013 року. Європейська рада закликала до розвитку оборонних спроможностей Європи для зміцнення стратегічної автономії Європейського Союзу.
У 2016 році стратегічна автономія стала частиною доктрини Глобальної стратегії ЄС з метою зміцнення оборонних спроможностей Європейського Союзу, зокрема через створення Європейського оборонного фонду у 2017 році. Стратегічна автономія стала ключовим пріоритетом для Європейської комісії під керівництвом Урсули фон дер Ляєн, яка заявила про намір сформувати «геополітичну комісію». Члени Комісії фон дер Ляєн, зокрема Жозеп Боррель і Тьєррі Бретон, стверджують, що м'яка сила Європи повинна доповнюватися жорсткішими інструментами впливу.
Після поразки Дональда Трампа на виборах у листопаді 2020 року концепція стратегічної автономії Європи набула нового імпульсу під впливом Франції, яка активно просувала цю стратегію на рівні Європейського Союзу. Стратегічна автономія ЄС охоплює економічну, енергетичну та цифрову політику, а також ініціативи на кшталт GAIA-X. Окремі держави-члени, зокрема Німеччина, мають відмінні пріоритети порівняно з Францією щодо політики стратегічної автономії. Стратегічна автономія поширилася на цифрову політику ЄС із метою забезпечення європейського суверенітету перед Китаєм.

### Президентство Джо Байдена
Уже в грудні 2020 року стратегічна автономія була пріоритетом європейської оборонної політики. Це підтвердив Високий представник ЄС Жозеп Боррель, який у ретроспективному виступі охарактеризував Дональда Трампа як ненадійного партнера. Стратегічна автономія не передбачає самостійних військових дій, а сам Європейський Союз зазвичай дотримується підходу невтручання.
Обрання Джо Байдена у США породило очікування примирення євроатлантичної єдності зі стратегічною автономією Європейського Союзу. The New York Times зазначала, що обрання Джо Байдена спричинило розбіжності між Францією та Німеччиною щодо майбутнього європейської оборони та стратегічної автономії. У листопаді 2021 року адміністрація Джо Байдена закликала ЄС розвивати власні надійні військові спроможності.
Повномасштабне вторгнення Росії в Україну Емманюель Макрон сприйняв як напад на інституції ЄС та випробування європейської стратегічної автономії. 2 грудня 2022 року прем'єр-міністр Фінляндії Санна Марін заявила, що Європа має зміцнювати свою оборону, оскільки наразі вона «недостатньо сильна», щоб самостійно протистояти вторгненню Росії в Україну, і значною мірою покладається на підтримку США.
У квітні 2023 року під час інтерв'ю на борту літака після триденного державного візиту до Китаю Емманюель Макрон закликав ЄС зменшити залежність від США, щоб досягти європейської стратегічної автономії та уникнути втягування в конфронтацію між Вашингтоном і Пекіном через Тайвань. Макрон також виступав за те, щоб Європа стала «третьою наддержавою». За словами Макрона, Європа повинна зосередитися на зміцненні власної оборонної промисловості та зменшенні залежності від екстериторіального впливу американського долара.